# Drużnaja (obwód mohylewski)
Drużnaja (biał. Дружная; ros. Дружная) – wieś na Białorusi, w obwodzie mohylewskim, w rejonie horeckim, w sielsowiecie Lenino. W 2009 roku liczyła 4 mieszkańców.
Do 1964 roku nosiła nazwę Karawiak (biał. Каравяк; ros. Коровяк, Korowiak).